# Pangée (massif)
Pour les articles homonymes, voir Pangée (homonymie).
Le Pangée (en grec ancien Παγγαῖον / Pangaîon, en grec moderne Παγγαίο / Pangéo) est un massif montagneux de Macédoine orientale (Grèce) séparant au sud la côte de l'Égée de la plaine de Philippes-Drama au nord.

## Géographie

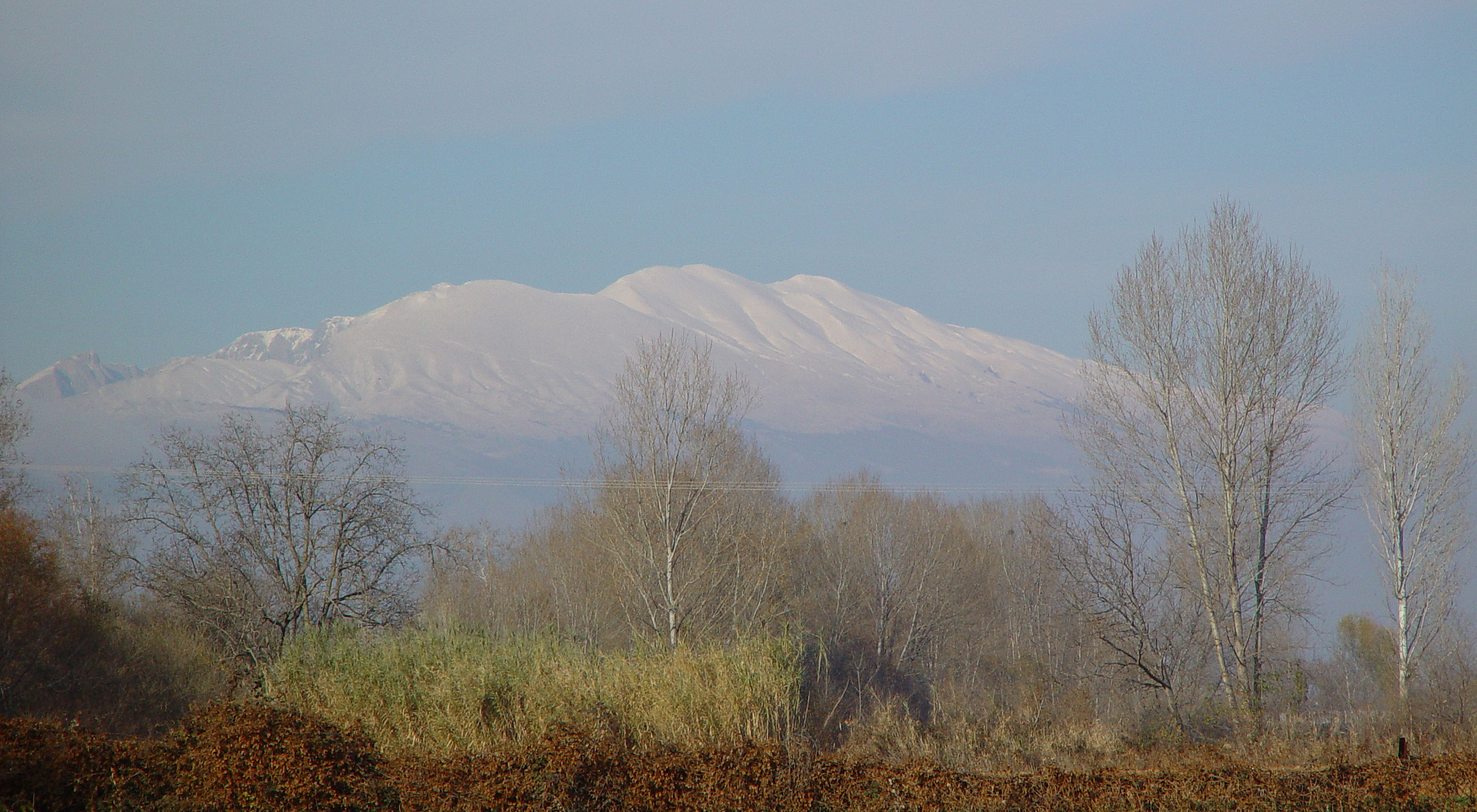
Vue du Pangée depuis Philippes

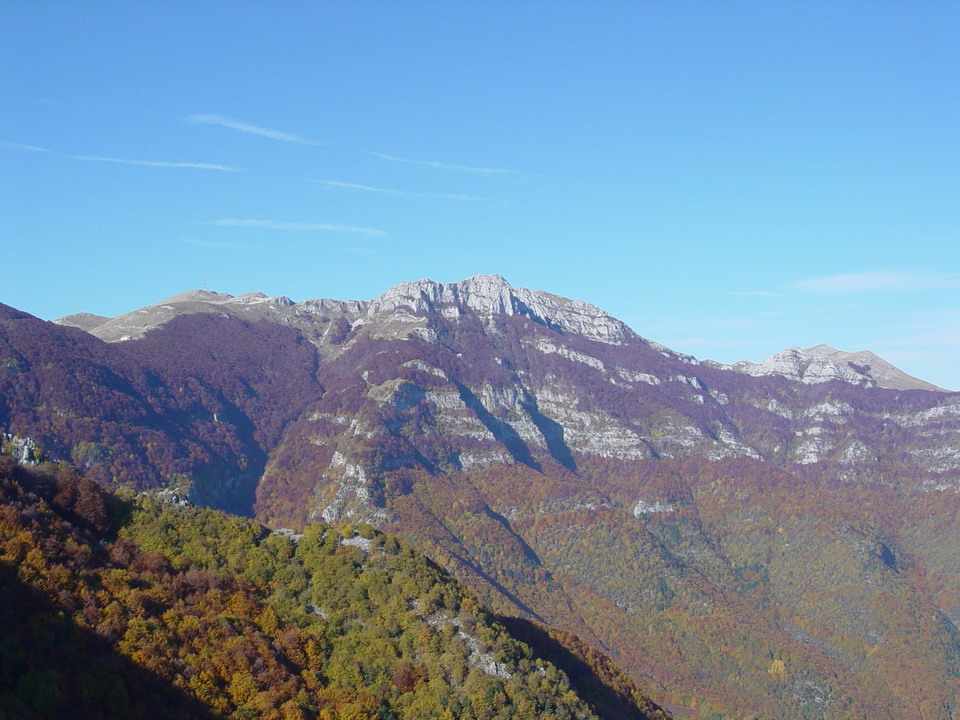
Vue du Pangée.

## Histoire
Cette montagne était célèbre dans l'Antiquité pour ses mines d'or et d'argent : le tyran athénien Pisistrate, exilé au milieu du VIe siècle av. J.-C., s'y était suffisamment enrichi pour lever des mercenaires en vue de son retour à Athènes. Les vues d'Athènes sur l'or du Pangée doivent faire partie des raisons de la tentative de colonisation athénienne menée en 465 av. J.-C. dans la région du Strymon au lieu-dit des Neuf Routes (Ennéa-Odoi), qui aboutit à un échec sanglant : les colons furent massacrés par les Thraces.

## Mythologie
C'est sur cette montagne, d'après la mythologie grecque, que les Ménades mirent en pièce Orphée. Dans le livre IV des Géorgiques, Virgile conte la clameur des Dryades après le décès d'Eurydice : « on entendit pleurer les contreforts du Rhodope, et les hauteurs du Pangée, et la terre martiale de Rhésus, et les Gètes, et l'Hèbre, et Orithye l'Actiade. »